# Чемпионат Беларуси по шашечной композиции 1986
Чемпионат Белоруссии по шашечной композиции 1986, оригинальное название — Четвертый чемпионат БССР по шашечной композиции — национальное соревнование по шашечной композиции. По итогам соревнований было возможно выполнение массовых разрядов, звания «мастер спорта СССР».

## О турнире
Соревнования проводились по русским и международным шашкам в дисциплинах проблемы, задачи, этюды, миниатюры (только в 100).
Триумфатором чемпионата вновь Леонид Сергеевич Витошкин, который завоевал две золотых медали в этюдах и серебряную в новой дисциплине Миниатюры-100.
Пётр Шклудов и Александр Ляховский выиграли золото и бронзу.
Также две медали — серебро и бронзу — получил Юрий Маркварде.

## Спортивные результаты
Проблемы-64.
 Пётр Шклудов — 26,0.  Григорий Кравцов — 23,5.  Александр Ляховский — 21,5. 4. Борис Иванов — 21,5. 5. Иван Навроцкий — 20,0. 6. Юрий Маркварде — 20,0. 7. Дмитрий Камчицкий — 18,0. 8. Василий Тельпук — 15,0. 9. Владимир Ивашин — 15,0. 10. Николай Зайцев — 15,0. 11. Леонид Витошкин — 13,5. 12. Георгий Горбач — 13,0. 13. Андрей Щиглинский — 12,0. 14. Николай Вергейчик — 9,0. 15. Алексей Акулич — 8,0. 16. Юрий Кутян — 6,0. 17. Виктор Шульга — 4,0. 18. Виталий Ворушило — 2,5. 19. Георгий Васильченко — 2,5. 20. Дмитрий Слесарчик — 1,0. 21-22. Юрий Липский, Виктор Ровинец — 0,5.
Этюды-64.
 Леонид Витошкин — 28,0.  Василий Тельпук — 19,0.  Криштоф Малашкевич — 15,0. 4. Виктор Шульга — 14,5. 5. Юрий Кутян — 13,0. 6. Виктор Денисенко — 11,0. 7. Пётр Шклудов — 6,0. 8-12. Василий Мартинкевич, Алексей Акулич, Борис Иванов, Виктор Ровинец, Дмитрий Слесарчик — 0,0.
Задачи-64.
 Константин Тарасевич — 28,5.  Николай Зайцев — 26,5.  Александр Шурпин — 26,0. 4. Леонид Витошкин — 20,0. 5. Александр Ляховский — 15,5. 6. Владимир Кожемякин — 10,0. 7. Николай Бобровник — 8,0. 8-12. Борис Иванов, Олег Пономарев, Виктор Ровинец, Анатолий Сенько, Виктор Денисенко — 0,0.
Миниатюры-100.
 Леонид Чернов — 28,0.  Леонид Витошкин — 20,0.  Пётр Шклудов — 19,5. 4. Юрий Маркварде — 19,0. 5. Георгий Горбач — 18,5. 6. Александр Ляховский — 18,0. 7. Дмитрий Сухоруков — 15,5. 8. Владимир Ивашин — 15,0. 9. Владимир Кожемякин — 15,0. 10. Анатолий Сенько — 13,5. 11. Олег Пономарев — 11,5. 12. Борис Иванов — 9,5. 13. Алексей Акулич — 7,5. 14. Николай Вергейчик — 6,5. 15. Виталий Ворушило — 5,5. 16. Иван Навроцкий — 5,0.
Проблемы-100.
 Александр Ляховский — 31,0.  Юрий Маркварде — 27,0.  Вадим Булат — 23, 5. 4. Григорий Кравцов — 23,0. 5. Пётр Шклудов — 21,5. 6. Леонид Витошкин — 19,0. 7. Николай Вергейчик — 9,5. 8. Владимир Ивашин — 9,5. 9. Анатолий Сенько — 8,5. 10. Иван Навроцкий — 8,0. 11. Виталий Ворушило — 7,0. 12. Борис Иванов — 2,0. 13-14. Олег Пономарев, Юрий Липский — 0,0.
Этюды-100.
 Леонид Витошкин — 26,0.  Василий Тельпук — 15,0.  Юрий Маркварде — 13,5. 4. Леонид Рыбаков — 11,5. 5. Пётр Шклудов — 10,5. 6. Виктор Шульга — 4,5. 7. Георгий Горбач — 2,0. 8. Анатолий Сенько — 1,0. 9-10. Олег Пономарев, Александр Ляховский — 0,0.
Задачи-100.
 Владимир Кожемякин — 36,0.  Александр Шурпин — 35,0.  Дмитрий Сухоруков — 35,0. 4. Александр Ляховский — 32,0. 5. Константин Тарасевич — 21, 5. 6. Иван Навроцкий — 11,0. 7. Николай Бобровник — 7,5. 8. Анатолий Сенько — 3,5. 9-11. Олег Пономарев, Борис Иванов, Виктор Шульга — 0,0.